# Tukulerzy
Tukulerzy (Tukulor, Toucouleur) – grupa etniczna w Afryce Zachodniej, zamieszkująca głównie obszary regionu Futa Toro w północnym Senegalu, niewielkie skupiska żyją także w południowej Mauretanii. Ich kultura wykazuje cechy zbliżone do kultury Fulan i czasami klasyfikuje się ich w obrębie tej grupy. Niekiedy uznaje się ich także za grupę powstałą w wyniku zmieszania się Fulan z Wolofami. Tukulerów odróżnia jednak od innych grup regionu fakt, że przejęli islam już na przełomie X i XI stulecia, gdy religia ta po raz pierwszy przekroczyła Saharę, przyniesiona z Maroka. Tukulerzy znani są ze swojego zapału religijnego – nawrócili na islam wiele innych grup regionu, a w XIX wieku byli odpowiedzialni za wzniecenie wielu dżihadów przeciw europejskim kolonizatorom.
W XIX wieku Tukulerzy posiadali własne państwo na części terytorium współczesnego Mali.